# Бранко Пољанац
Бранко Пољанац (Ново Топоље, код Славонског Брода, 25. март 1908 — Београд, 23. март 1974) био је мајор Југословенске војске, учесник Народноослободилачке борбе и генерал-потпуковник Југословенске армије.

## Биографија
Рођен је 25. марта 1908. у Славонском Броду. Отац Милан му је био учитељ. Био је инжињеријски технички мајор Југословенске војске (ЈВ).
Након окупације Југославије, у лето 1941. прикључио се Народноослободилачком покрету (НОП) и ступио у партизане. Током устанка у Србији 1941. био је начелник Штаба Космајског партизанског одреда. Након Прве непријатељске офанзиве, прешао је са групом руководилаца НОП из Србије у источну Босну. Заједно са Кочом Поповићем и Николом Груловићем, почетком децембра 1941. године, именован је за члана Главног штаба НОП одреда Србије, са задатком да се пребаце у Србију, на терен Ваљевског партизанског одреда и прикључе осталим члановима Главног штаба. Како нису успели да се пребаце у Србију, крајем истог месеца су се прикључили Врховном штабу НОП одреда Југославије, где је Бранко као мајор Југословенске војске, стављен на располагање Врховном штабу.
У току Народноослободилачког рата налазио се на разним дужностима:
- начелник Штаба Прве пролетерске ударне бригаде,
- начелник Оперативног штаба НОП и ДВ за Босанску крајину, до новембра 1942.
- начелник Штаба Првог босанског корпуса, од новембра 1942. до маја 1943.
- командант Четврте крајишке дивизије, од маја до августа 1943.
- командант Официрске школе Врховног штаба НОВ и ПОЈ, током септембра и октобра 1943.
- командант Базе НОВЈ у Барију,
- заменик команданта Главног штаба НОВ и ПО Србије,
- в.д. командант Главног штаба НОВ и ПО Србије, од децембра 1944.

После рата је био војни аташе при амбасади ФНРЈ у Москви.
Након доношења Резолуције Информбироа против Комунистичке партије Југославије (КПЈ) прихватио је ставове Резолуције, због чега је 14. јула 1949. ухапшен и осуђен на 16 година затвора. У затвору на Голом отоку остао је до 29. новембра 1955. када је пуштен на слободу.
Био је носилац Партизанске споменице 1941. и других југословенских одликовања, међу којима је Орден партизанске звезде првог реда, којим је одликован 25. септембра 1944. године. Сва одликовања и чин су му одузети пресудом Војног суда, након хапшења.
Иза себе није оставио потомство.